# Граматика латинської мови
Латинська мова має широку систему відмінювання, особливо це проявляється у дієвідмінюванні. Словозміна відбувається шляхом приєднання суфіксів, словотворення — шляхом приєднання префіксів та суфіксів.

## Дієслово
Латинське дієслово (verbum) відмінюється за певними правилами, які визначає його дієвідміна. Дієслова поділяються на дієвідміни за своїми закінченнями в інфінітиві теперішнього часу: перша -āre, друга -ēre, третя -ere, четверта -īre.
Дієслово має три способи (дійсний, умовний, наказовий); два стани (активний і пасивний); два числа (однина і множина); три особи (перша, друга і третя); відмінюється у шести головних часах (теперішній, минулий недоконаний, минулий доконаний, давноминулий, майбутній недоконаний, майбутній доконаний). Зокрема має форми умовного способу для теперішнього, минулого недоконаного, минулого доконаного та давноминулого часів; утворює дієприкметники теперішнього, майбутнього (активні) та минулого (активні і пасивні) часів; має форми наказового способу для теперішнього і майбутнього часів. Неозначена форма дієслова також має категорію часу і стану (три часи, два стани).
У латинській мові є шість часів (tempus), які також присутні в українській мові:
- Теперішній (praesens): дія відбувається у час мовлення:
Раб несе вино до маєтку.
Servus vinum ad villam portat.
- Імперфект чи минулий недоконаний (imperfectum): дія відбувалася у минулому впродовж певного часу:
Раб ніс (або носив) вино до маєтку.
Servus vinum ad villam portabat.
- Перфект чи минулий доконаний (perfectum): дія вже відбулася в минулому:
Раб приніс вино до маєтку.
Servus vinum ad villam portavit.
- Плюсквамперфект чи давноминулий час (plusquamperfectum): дія відбувалася/відбулася в минулому перш ніж почалася наступна дія:
Раб був носив (або був ніс чи був приніс) вино, яке (після цього) пив господар.
Servus vinum ad villam portaverat, quid dominus bibit.
- Майбутній недоконаний (futurum primum): дія відбуватиметься в майбутньому:
Раб носитиме (або нестиме чи буде нести) вино до маєтку.
Servus vinum ad villam portabit.
- Майбутній доконаний (futurum secundum): дія відбудеться в майбутньому перед іншою дією:
Раб не питиме (дія 2) вина, доки не принесе його (дія 1) до маєтку.
Servus non bibet vinum, dum hoc ad villam portaverit.

У латинській мові є три способи (modus):
- Дійсний (indicativus, індикатив), який описує факти:
Раб несе вино.
Servus vinum portat.
- Умовний (coniunctivus, кон'юнктив), який описує припущення, заклик до дії, побажання про її виконання, вагання, сумнів:
Хай раб принесе вино!
Servus vinum portet!
Сподіваємося, раб принесе вино.
Speramus, ut servus vinum portet.
- Наказовий (imperativus, імператив), який описує прямий наказ (чи зобов'язання третьої сторони):
Неси вино до маєтку!
Porta vinum ad villam!

Існують два стани:
- Активний (activum): виконавець дії (суб'єкт дії) є підметом:
Раб приніс вино.
Servus vinum portavit.
- Пасивний (passivum): прямий додаток (об'єкт дії) є підметом:
Вино було принесено (рабом).
Vinum a servo portatum est.

В українській мові ця конструкція вживається лише тоді, коли виконавець дії неважливий; в латинській мові пасивний стан є рівнозначний активному (активна форма «навиворіт»).

### Дієприкметник
Є три види дієприкметника (participium):
- Пасивний дієприкметник минулого часу (participium perfectum passivi):
dare (давати) — datus (даний);
videre (бачити) — visus (побачений);
dicere (казати) — dictus (сказаний);
audire (чути) — auditus (почутий).

- Активний дієприкметник теперішнього часу (participium praesentis activi)
dare (давати) — dans (той, що дає);
videre (бачити) — videns (той, що бачить);
dicere (казати) — dicens (той, що каже);
audire (чути) — audiens (той, що чує).

- Активний дієприкметник майбутнього часу (participium futuri activi)
dare (давати) — daturus (той, що має намір давати);
videre (бачити) — visurus (той, що має намір бачити);
dicere (казати) — dicturus (той, що має намір казати);
audire (чути) — auditurus (той, що має намір чути).

Слово абітурієнт походить від активного дієприкметника майбутнього часу abiturus — той, що має намір прийти.

### Ґерундій
Ґерундій (gerundium) — віддієслівний іменник, що виражає тривалу дію. Поняття віддієслівного іменника не існує в українській мові, оскільки іменники зі значенням тривалості дії, утворені від дієслів, не виносяться в окрему категорію (зокрема такі слова як навчання, побачення, вірування), належачи до іменників другої відміни. В латинській мові такі слова відмінюються як іменники другої відміни, маючи в називному відмінку інфінітив дієслова:
- scribere — писати, писання
ars scribendi — мистецтво писати (мистецтво писання)

### Ґерундив
Ґерундив (gerundivum) — віддієслівний прикметник. В латинській мові залежно від конструкції, в якій він уживається, має два основні значення:
- Якщо вживається як означення іменника, то відповідає пасивному дієприкметнику недоконаного виду української мови: videndus — бачений, legendus — читаний;
- Якщо вживається у поєднанні із дієсловом-зв'язкою esse (бути), то виступає у ролі іменної частини складеного присудка, виражаючи необхідність виконання дії (виконавець дії передається давальним відмінком): мені треба прочитати книгу — liber mihi legendus est.

### Супін
Супін (supinum) — це віддієслівний іменник, що має форму іменника четвертої відміни і вживається лише у двох відмінках — знахідному і відкладному (орудно-місцевому). Від основи супіна утворюють пасивні дієприкметники та дієприкметники майбутнього часу.

## Іменник
Іменники (як і прикметники та займенники) у латинській мові мають граматичні категорії роду (genus), числа (numerus), відмінка (casus) та відміни (declinatio): три роди: чоловічий (masculinum), жіночий (femininum), середній (neutrum).
два числа: однина (singularis) і множина (pluralis).
шість відмінків: називний (nominativus), родовий (genetivus), давальний (dativus), знахідний (accusativus), відкладний (ablativus) та кличний (vocativus).
Запитання відмінків у латинській мові збігаються з відповідними в українській мові. Відкладний відмінок поєднує в собі орудний і місцевий відмінки української мови.
- Називний відмінок іменника в реченні завжди вказує на те, що це підмет (запитання хто? що?):
Dominus servum vocat.
Пан кличе раба.
- Родовий відмінок іменника кого? чого?:
Servus in villa domini laborat.
Раб працює в маєтку пана.
- Давальний відмінок кому? чому?:
Servus pecuniam domino tradit.
Раб передає гроші панові.
- Знахідний відмінок кого? що?:
Servus dominum non timet.
Раб не боїться пана.
- Відкладний відмінок від кого? від чого? (вживається замість орудного і місцевого):
Inter domino et servo nulla amicitia est.
Між паном і рабом не буває дружби.
- Кличний відмінок вживається при звертанні:
Salve, domine!
Вітаю, пане!

## Займенник
Латинський займенник (pronomen) має такі ж розряди, як і український: особові, зворотний, присвійні, вказівні, відносні, питальні, неозначені, заперечні, а також прикметникові займенники (в українській мові — означальні).
В латинській мові немає особових займенників третьої особи (він, вона, воно, вони). Натомість вживають вказівні займенники: is, ea, id — він, вона, воно); рідше в цьому значенні: hic, haec, hoc (цей, часом мій), ille, illa, illud (той).

## Прикметник
Прикметник (adiectivum) в латинській мові узгоджується з іменником у роді, числі та відмінку. Відмінювання прикметника відбувається за трьома відмінами. Прикметники, що в чоловічому роді мають закінчення -us та -er, в середньому -um, а в жіночому -a, складають групу прикметників першої-другої відміни, відмінюючись у чоловічому та середньому роді за другою, а в жіночому за першою відміною (відмінкові закінчення збігаються з відповідними закінченнями першої та другої відмін іменника). Усі інші прикметники належать до третьої відміни і парадигма їх відмінювання збігається з відмінюванням іменників третьої відміни голосної групи.
Як і в українській мові, у латинській якісні прикметники мають вищий і найвищий ступені порівняння:
- Marcus est fortis miles. — Марк сильний воїн.
- Marcus est fortior miles quam Flavius. — Марк сильніший воїн, ніж Флавій. (Використано порівняльний сполучник quam.)
- Marcus est fortior miles Flavio. — Марк сильніший воїн, ніж Флавій. (Використано відкладний відмінок — аблатив порівняння, Ablativus comparationis.)
- Marcus est fortissimus miles omnium. — Марк є найсильнішим воїном з-поміж усіх. (Використано частковий родовий відмінок, Genitivus partitivus)
- Marcus est fortissimus miles ex/inter omnibus. — Марк є найсильнішим воїном з-поміж усіх. (Використано конструкцію ex/inter + відкладний відмінок.)

| ЗВИЧАЙНИЙ              | ВИЩИЙ           | НАЙВИЩИЙ              |
| ---------------------- | --------------- | --------------------- |
| exterus, -a, -um       | exterior, -ius  | extrēmus, -a, -um     |
| novus, -a, um          | novior, -ius    | novissimus, -a, -um   |
| posterus, -a, -um      | posterior, -ius | postrēmus, -a, -um    |
| pulcher, -chra, -chrum | pulchrior, -ius | pulcherrimus, -a, -um |
| superus, -a, -um       | superior, -ius  | suprēmus, -a, -um     |

| ЗВИЧАЙНИЙ       | ВИЩИЙ                   | НАЙВИЩИЙ          |
| --------------- | ----------------------- | ----------------- |
| bonus, -a, -um  | melior, -ius            | optimus, -a, -um  |
| magnus, -a, -um | māior, -ius             | maximus, -a, -um  |
| malus, -a, -um  | pēior, -ius             | pessimus, -a, -um |
| multus, -a, -um | plus; pl. plūres, plūra | plūrimus, -a, -um |
| parvus, -a, -um | minor, -us              | minimus, -a, -um  |

## Прислівник
Прислівник (adverbium) у латинській мові, як і в українській називає ознаку дії, процесу, стану та якості.
Прислівники, утворені від прикметників першої-другої відміни, мають суфікс -e (іноді -o), який додається до основи (malus — male, tener — tenere, citus — cito, pulcher — pulchre); утворені від третьої відміни мають суфікс -iter (acer — acriter, felix — feliciter). Якщо основа прикметника закінчується на -nt, то прислівник набуває кінцівки -er (sapiens — sapienter).
Вищий ступінь порівняння прислівників збігається із середнім родом вищого ступеня порівняння прикметників.
Найвищий ступінь порівняння прислівників утворюється шляхом заміни прикметникових закінчень -us, -a, -um на -e.

## Числівник
У латинській мові розрізняють чотири розряди числівників (numeralium):
- Кількісні (cardinalia): unus, duo, tres… (один, два, три…).
- Порядкові (ordinalia): primus, secundus, tertius… (перший, другий, третій…).
- Розподільні (розділові) (distributiva): singuli, bini, terni… (по-одному, по-двоє, по-троє…).
- Прислівникові (adverbialia): semel, bis, ter… (один раз, двічі, тричі…).

Як цифри в Римі (а потім і в Європі) використовували літери латинського алфавіту.